# Nicolas Gédoyn
Nicolas Gédoyn, né le 15 juin 1677 à Orléans et mort le 10 août 1744 à Beaugency, est un homme d'Église et écrivain français.

## Biographie
Après avoir étudié chez les jésuites, il est nommé professeur de rhétorique au collège royal de Blois, puis chanoine à la Sainte-Chapelle et à l'abbaye de Beaugency. Il est élu membre de l'Académie française en 1719. Il était déjà membre de l'Académie royale des inscriptions et belles-lettres depuis 1711.
Voltaire a dit de lui qu'il était « auteur d'une excellente traduction de Quintilien et de Pausanias. Il était entré chez les jésuites à l’âge de quinze ans, et en sortit dans un âge mûr. Il était si passionné pour les bons auteurs de l’antiquité, qu’il aurait voulu qu’on eût pardonné à leur religion en faveur des beautés de leurs ouvrages et de leur mythologie : il trouvait dans la Fable une philosophie naturelle, admirable, et des emblèmes frappants de toutes les opérations de la Divinité. Il croyait que l’esprit de toutes les nations s’était rétréci, et que la grande poésie et la grande éloquence avaient disparu du monde avec la mythologie des Grecs. Le poème de Milton lui paraissait un poème barbare et d'un fanatisme sombre et dégoûtant, dans lequel le diable hurle sans cesse contre le Messie. Il écrivit sur ce sujet quatre dissertations très curieuses. »
Voltaire rapporte par ailleurs que l'abbé Pierre Barral, dans son Dictionnaire des hommes illustres (1758), avait prétendu que Nicolas Gédoyn eut pour maîtresse Ninon de Lenclos le jour où celle-ci atteignit l'âge de 80 ans, anecdote que l'on retrouve parfois répétée dans les biographies de Ninon. « Conte absurde », rétorque Voltaire. « Une telle sottise n'est nullement vraisemblable, et je puis certifier que rien n'est plus faux. [...] J'ai beaucoup vu dans mon enfance l’abbé Gédoyn [...] et Mlle Lenclos ; je puis assurer qu'à l’âge de quatre-vingts ans son visage portait les marques les plus hideuses de la vieillesse ; que son corps en avait toutes les infirmités, et qu'elle avait dans l’esprit les maximes d'un philosophe austère. »
Il est inhumé dans le chœur de l'Abbaye Notre-Dame de Beaugency.

## Œuvres
Traductions
- Quintilien : De l'institution de l'orateur (1718)
- Pausanias : Pausanias, ou voyage historique de la Grèce (1731)

Divers
- Œuvres diverses (1746). Contient une vie d'Épaminondas, une apologie des traductions, ainsi que des essais sur l'éducation des enfants, sur la vie urbaine des Romains, sur les anciens et les modernes, et sur divers autres sujets.
- Recueil d'opuscules littéraires (1767). Contient un essai intitulé Réflexions sur le goût.